# Algazara
Algazara es el octavo álbum (primero en directo) de la banda de rock española Reincidentes y su primer trabajo compuesto por canciones grabadas en directo. El disco se trata de un doble CD en el que se resume en 34 canciones la trayectoria de la banda hasta 1998.
Publicado por BMG Ariola/RCA, fue grabado en los 20 conciertos de la gira "Todo el poder a los soviets" que se desarrolló por toda la geografía española.
En el disco destacan las colaboraciones, entre otras, de Porretas, "el Drogas" de Barricada, "Evaristo" de La Polla Records o el cantaor de flamenco "El Cabrero", y en él además la banda rinde tributo a artistas como Rosendo (con la canción "Pan de higo") o Ramones (con una versión de "Sheena is a punk rocker")
Las ventas del álbum llegaron a alcanzar el disco de oro con más de 60.000 copias vendidas. Cuando fueron a recoger dicho disco de oro, afirmaron en la propia sede de la Sociedad General de Autores que: "esto de recoger discos de oro es algo comercial que montan las compañías y que no nos interesa mucho. A nosotros nos preocupa más la gente que compra nuestros discos y va a nuestros conciertos, porque ellos son el verdadero oro".

## Lista de canciones
CD-1
1. Rip Rap
2. Grana y oro
3. Odio
4. Un día más
5. Vicio
6. Cucaracha blanca
7. Carmen
8. Mi balcón
9. La historia se repite
10. Pan de higo, versión de la canción de Rosendo
11. Yaveh se esconde entre las rejas, con la colaboración de El Drogas de Barricada
12. Paisa
13. El sur
14. La viuda
15. Cuerpo muerto (Inédita)
16. En mi interior
17. México levanta
18. Corre
19. Qué sabe Dios
20. Nazis nunca más

CD-2
1. Safari
2. El cuento del alfajor
3. Aprendiendo a luchar
4. No somos nada, interpretada por Porretas
5. Vota a nadie, con la colaboración de Javier Chispes de Banda Jachís
6. La unidad (Inédita)
7. Resistencia
8. La rabia
9. Andalucía entera, con la colaboración de El Cabrero
10. Mili KK
11. Cartas desde el asilo
12. Sheena is a punk rocker, versión de la canción de Ramones
13. Camela 3, con la colaboración de Evaristo de La Polla Records
14. Jartos D'aguantá, versión de Schönen Gruß, auf Wiederseh'n, de Die Toten Hosen